# Station Rasta
Station Rasta is een halte in Rasta in de gemeente Stor-Elvdal in fylke Innlandet  in  Noorwegen. De halte, gelegen op ruim 250 meter hoogte, werd geopend in 1882. Het stationsgebouw dat werd beschermd als monumument is in 2009 door brand verloren gegaan. Hoewel Rasta nog niet formeel buiten gebruik is gesteld stoppen er geen treinen meer. Rasta ligt aan  Rørosbanen. 